# 若泽·博辛瓦
若泽·博辛瓦·达·席尔瓦（葡萄牙語：José Bosingwa da Silva，1982年8月24日—），葡萄牙足球运动员。

## 職業生涯

### 博阿维斯塔
保辛華出生於刚果民主共和国（他的父親是葡萄牙人，母親則為剛果人），幼時隨家人移居到葡萄牙。他原先是效力葡超球會博阿维斯塔，至2003年獲葡萄牙班霸波图看中，獲邀加盟該會。效力博阿维斯塔首季保辛華上陣機會不多，在葡超僅出場11次。他於2003年9月6日，波圖作客賽和柏迪遜的比賽中初次出戰歐聯。該屆歐聯賽事波圖最終奪冠而回，晉級過程中保辛華合共上陣8場。
04至05球季，隨着隊友保羅費拉拿及Carlos Secretário離隊他投，防守中埸出身的保辛華成為波圖正選右閘，協助波圖奪得五年內第四次葡超冠軍。
他在這幾年間嶄露頭角，於2007年獲選入葡萄牙國家隊。當時已有不少頂級班霸爭相招攬這名球員，結果他於2008年5月宣佈加盟英超車路士。

### 車路士
保辛華加盟車路士時，轉會費公佈為一千六百萬鎊，合約為3年。球會本於2008年7月16日，公佈保辛華將穿16號球衣，然而到同年8月8日，保辛華卻與隊友史葛·冼佳亞交換球衣號碼，改穿17號球衣。
保辛華於2008年9月16日，車路士對波爾多的歐聯賽事中初次為新球隊上陣。他於2008年9月27日對史篤城的英超聯賽中射入他在車路士第一球。
2012年5月24日，保辛華於6月份約滿，車路士雖有優先續約權，但最後放棄，保辛華可以自由轉會。

### 昆士柏流浪
2012年8月17日，保辛華以自由身加盟英超球會昆士柏流浪簽約三年。他由於在對富勒姆的比賽中拒絕作為後備，被球會罰下兩週的工資。2013年夏天，保辛華離開球會。

### 特拉布宗
離開昆士柏流浪後，保辛華加入土超球會特拉布宗，2015年11月由於欠薪宣佈離隊，唯在2016年1月重投特拉布宗。

## 榮譽

### 波圖
- 歐洲聯賽冠軍盃：2004年
- 葡萄牙超級足球聯賽：2004年、2006年、2007年、2008年
- 葡萄牙盃：2006年
- 葡萄牙超級盃：2004年、2006年

### 車路士
- 歐洲聯賽冠軍盃：2012年
- 足總盃：2009年.2012年

### 個人
- 歐洲國家盃最佳陣容：2008年